# Troy, Montana
Troy är en ort i Lincoln County i delstaten Montana, USA.